# Macrojoppa pulchripennis
Macrojoppa pulchripennis är en stekelart som först beskrevs av Smith 1879.  Macrojoppa pulchripennis ingår i släktet Macrojoppa och familjen brokparasitsteklar. Inga underarter finns listade i Catalogue of Life.